# Lotus 43
Chronologie des modèles (1966-1967)
Lotus 33 Lotus 49
La Lotus 43 est une monoplace de Formule 1 du constructeur britannique Lotus, modèle de transition conçue pour la saison 1966.

## Historique
En 1966, la cylindrée autorisée en Formule 1 passe à 3 000 cm3 contre 1 500 cm3 de 1962 à 1965. Jusqu'au Grand Prix de Hollande, Lotus utilise une Lotus 33 au moteur Coventry Climax réalésé à 2 litres en attendant une voiture répondant aux nouvelles spécifications.
L'équipe Lotus n'était pas vraiment prête pour cette saison et le très compliqué moteur British Racing Motors H16, un moteur avec cylindres en H constitué de deux V8 de 1 500 cm3 mis à plat, est adapté sur un nouveau châssis dont les suspensions dérivent de la Lotus 33. Ce moteur, d'une incroyable complexité, eut tellement de casses qu'une seule victoire fut remportée cette saison par Lotus, grâce à Jim Clark au GP des États-Unis, la seule victoire du moteur H16.
La 43 fut engagée pour le premier GP de la saison 1967 sans plus de succès puis remplacée par la Lotus 49. Les deux châssis 43, dont aucun n'a survécu, sont revendus aux États-Unis pour courir en Formule 5000 avec des moteurs V8 de grosse cylindrée.